# Batete
Batete o Batete de Claret es una localidad ubicada en la isla de Bioko (Guinea Ecuatorial) perteneciente al distrito de Luba.
- Datos: Q27956271